# Ms. Dynamite
Найо́ми Макли́н-Де́йли (англ. Niomi MacLean-Daley; родилась 26 апреля 1981 года), больше известная как Ms. Dynamite — британская R&B/хип-хоп исполнительница; ее младший брат — певец Akala.

## Дискография

### Альбомы
- A Little Deeper (2002)
- Judgement Days (2005)
- A Little Darker [Mixtape] (2006)

### Синглы
- It Takes More (2002)
- Dy-Na-Mi-Tee (2002)
- Put Him Out (2002)
- Judgement Day/Father (2005)
- Fall In Love Again (2006) (совместно с Ken Boothe)
- Lights On (2010) (совместно с Katy B)
- Fire (2010) (совместно с Magnetic Man)
- What You Talking About!? (2010) (совместно с Redlight)
- Gold Dust (2012) (совместно с Dj Fresh)